# Knut (oso polar)
Knut ([knuːt]ⓘ Jardín zoológico de Berlín, 5 de diciembre de 2006 - 19 de marzo de 2011) fue un oso polar. Tras ser rechazado por su madre al nacer, fue criado por los trabajadores del zoológico. Fue el primer oso polar que había nacido y sobrevivido en el Zoológico de Berlín en más de treinta años. Se hizo famoso mundialmente y se convirtió en el centro de una controversia, cuando el periódico alemán Bild publicó unas declaraciones de un activista radical de los derechos de los animales en las que afirmaba que se debería haber sacrificado al osezno, lo que causó un escándalo público de ámbito mundial provocando protestas de otros activistas a favor y en contra. Se realizaron manifestaciones de niños pequeños en el exterior del zoológico, y se enviaron muchos correos electrónicos y cartas de todo el planeta suplicando por la vida del pequeño mamífero.
Knut se convirtió en foco de atención de los medios de comunicación, lo que provocó la creación de la "Knutmanía", que atravesó el mundo entero, y pronto se empezarían a realizar juguetes, reportajes especiales de los medios de comunicación, DVD y libros. A causa de esto, el número de visitantes aumentó ese año aproximadamente un 30%, haciéndolo el año más concurrido de la historia del zoo desde que fue creado en 1844. Knut murió repentinamente el 19 de marzo de 2011 debido a daños cerebrales producidos por una infección viral.

## Biografía

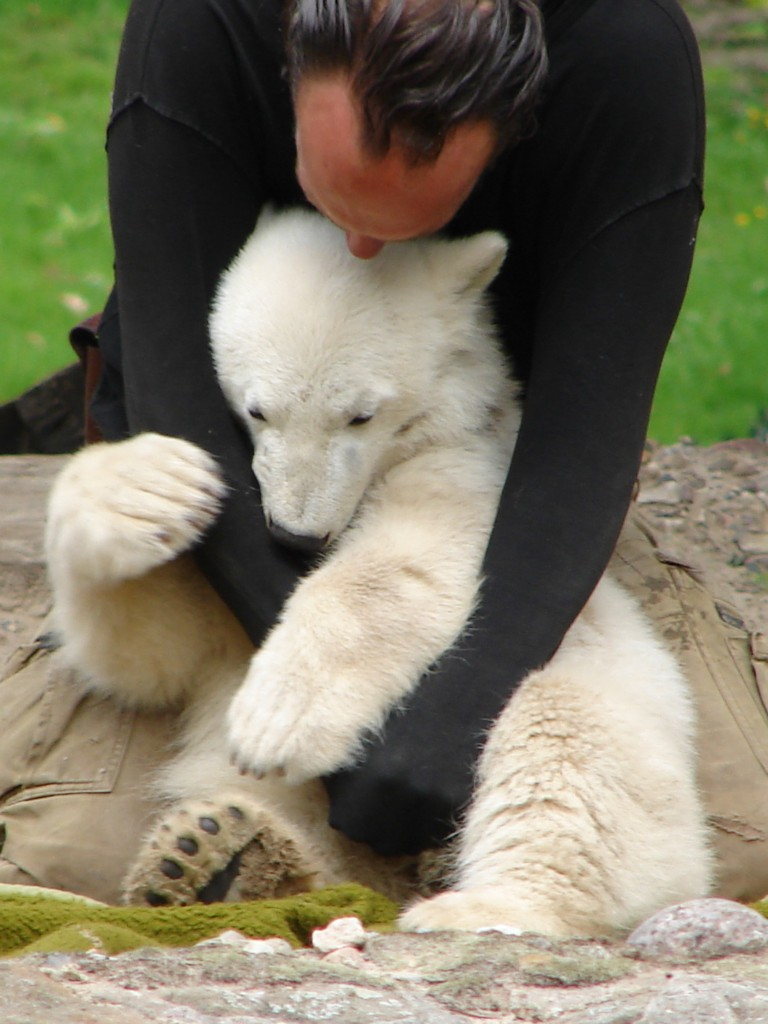
Thomas Dörflein jugando con Knut el 31 de mayo de 2007.

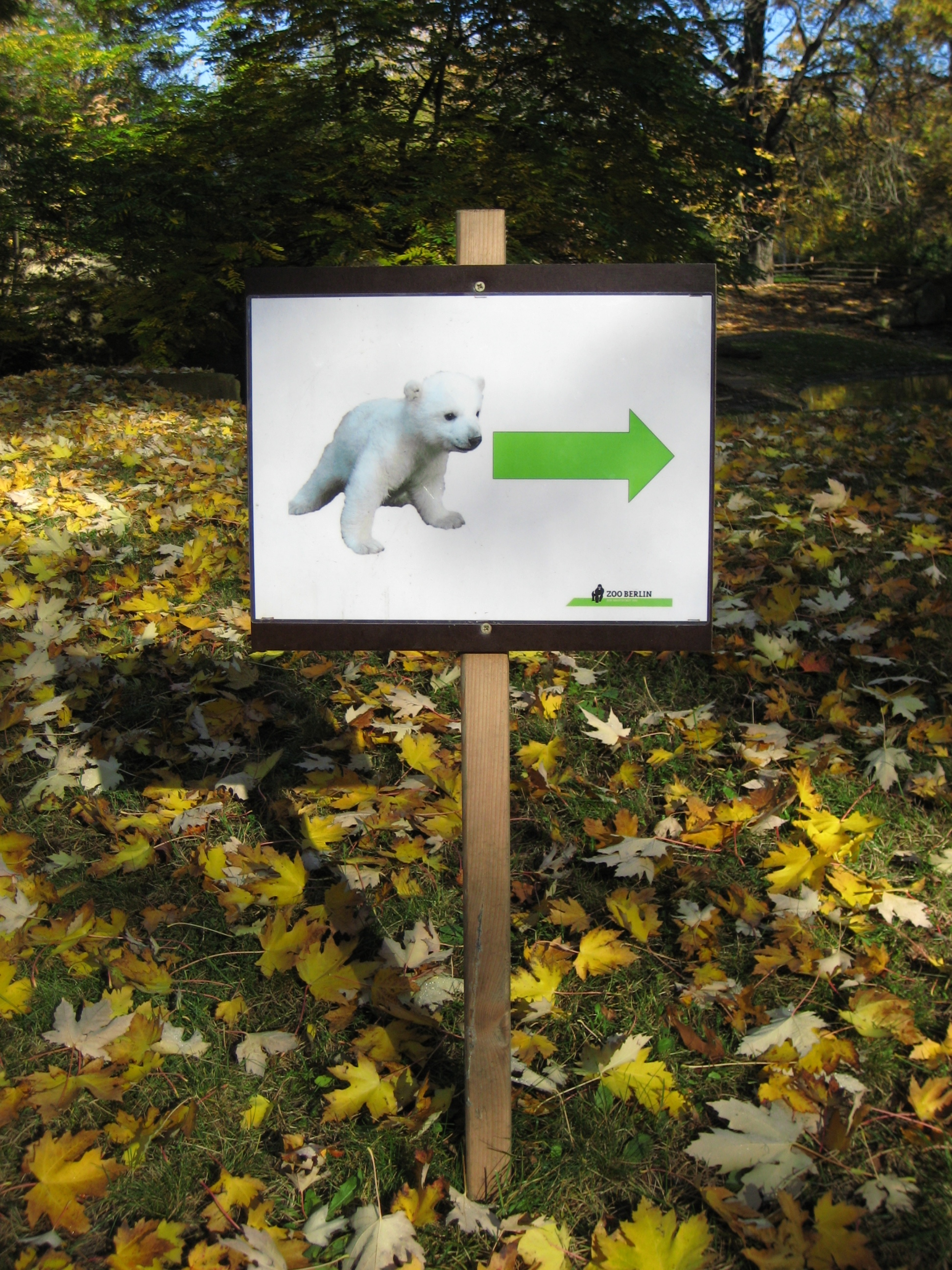
Poste de señalización del Zoo de Berlín.

### Infancia
Knut nació en el Zoo de Berlín, hijo de Tosca, una osa polar de 20 años —antigua perteneciente al circo de Alemania Oriental que nació en Canadá— y su compañero Lars, un oso polar de 13 años —que había pertenecido al Tierpark Hellabrunn de Múnich—. Después de una gestación sin problemas, Knut y su hermano —que no tenía nombre— nacieron el 5 de diciembre de 2006. Tosca rechazó a sus hijos por motivos desconocidos, abandonándolos sobre una roca del recinto de los osos polares. Los encargados del Zoo de Berlín rescataron a los pequeños sacándolos mediante una amplia red de pescar, pero el hermano de Knut murió de una infección cuatro días más tarde. Knut era el primer oso polar que había nacido y sobrevivido en el Zoo de Berlín en más de treinta años. Con el tamaño de un conejillo de indias, Knut pasó los 44 primeros días de su vida en una incubadora antes de que el encargado del zoo Thomas Dörflein comenzara a cuidar del pequeño.
La necesidad de Knut de ser cuidado las veinticuatro horas del día requirió que Dörflein no sólo durmiera en un colchón situado al lado de la caja de dormir de Knut, sino que también jugara con él, lo bañara y alimentara diariamente. Hasta llegar a la edad de cuatro meses, la dieta de Knut consistía de una botella de leche cada dos horas; luego pasó a una dieta de gachas de avena mezcladas con comida para gatos, vitaminas e hígado de bacalao. Dörflein también acompañaba a Knut durante las dos exhibiciones diarias de una hora cada una, por lo que apareció en muchos vídeos y fotografías junto a la cría. Por consiguiente, Dörflein se hizo famoso en Alemania, e incluso le fue concedida la Medalla al Mérito de Berlín, en reconocimiento a su continua supervisión del oso polar.

### Polémica
A principios de marzo de 2007, el tabloide alemán Bild-Zeitung publicó unas declaraciones del activista de los derechos de los animales Frank Albrecht, que dijo que Knut debería haber sido sacrificado antes de haber sido humillado al ser cuidado "como un animal doméstico". Albrecht declaró que el zoo violaba la legislación de protección de los animales por seguir manteniéndolo vivo. Wolfram Graf-Rudolf, director del Zoo de Aquisgrán, quien estaba de acuerdo con Albrecht, indicó que los cuidadores del zoo "deberían haber tenido el valor de dejar morir al osezno" después de que fuera rechazado, argumentando que el osezno "moriría un poco" siempre que se le separase de su hábitat. Un grupo de niños protestó en el exterior del zoo, portando carteles en los que se podía leer "Knut debe vivir" y "Amamos a Knut", y otras personas enviaron numerosos correos electrónicos y cartas que pedían que se conservara en vida al osezno. También se enviaron a Albrecht cartas que contenían amenazas. El Zoo de Berlín tomó la decisión de mantener con vida al osezno, comprometiéndose a cuidarlo.
Albrecht, que no formaba parte de ninguna organización de apoyo a los derechos de los animales, comentó que sus declaraciones habían sido sacadas de contexto. Según Albrecht, él mismo había presentado una demanda contra la directiva del Zoo de Leipzig en diciembre de 2006, porque habían matado a un oso bezudo que había sido rechazado por su madre. El caso fue desestimado por los tribunales argumentando que el sacrificio del animal no había sido inadecuado. Albrecht, que se opuso a que se celebrara un juicio, dijo que pidió la muerte de Knut no porque su propósito fuera el de matar al oso, sino simplemente para llamar la atención de la decisión de Leipzig, que habría concedido la posibilidad de matar al osezno al Zoo de Berlín. Los medios de comunicación internacionales, sin embargo, confiaron en la versión de Bild-Zeitung y relataron que Albrecht había pedido que se matara a Knut. La repercusión de esta noticia dio a conocer a Knut desde el ámbito nacional hasta el internacional.

### En el punto de mira
El 23 de marzo de 2007, Knut fue exhibido en público por primera vez. Alrededor de 400 periodistas visitaron el Zoo de Berlín ese día, que recibió el nombre de "Día de Knut" para realizar un reportaje sobre la primera aparición pública del osezno. Knut se convirtió en foco de atención de los medios de comunicación de todo el mundo a una edad muy temprana. 
Muchos rumores y falsas alarmas en cuanto a la salud y bienestar del pequeño fueron difundidas durante su primer año de vida. Por ejemplo, el 16 de abril de 2007 se canceló la exhibición de Knut debido a que éste tenía un dolor en los dientes que era resultado del crecimiento de su colmillo superior derecho. Inicialmente algunos reportajes decían que Knut sufría una enfermedad desconocida y que posteriormente se le habían puesto antibióticos. También tuvo mucha repercusión la amenaza de muerte que fue enviada a Knut poco antes de las 15:00, hora local, del miércoles 18 de abril de 2007. El zoo recibió una carta anónima que rezaba: "Knut ist tot! Donnerstag Mittag" ("¡Knut está muerto! El jueves al mediodía.") Como respuesta, la policía aumentó las medidas de seguridad que protegían al oso. El momento que había señalado la amenaza de muerte hacia Knut discurrió sin problema alguno.

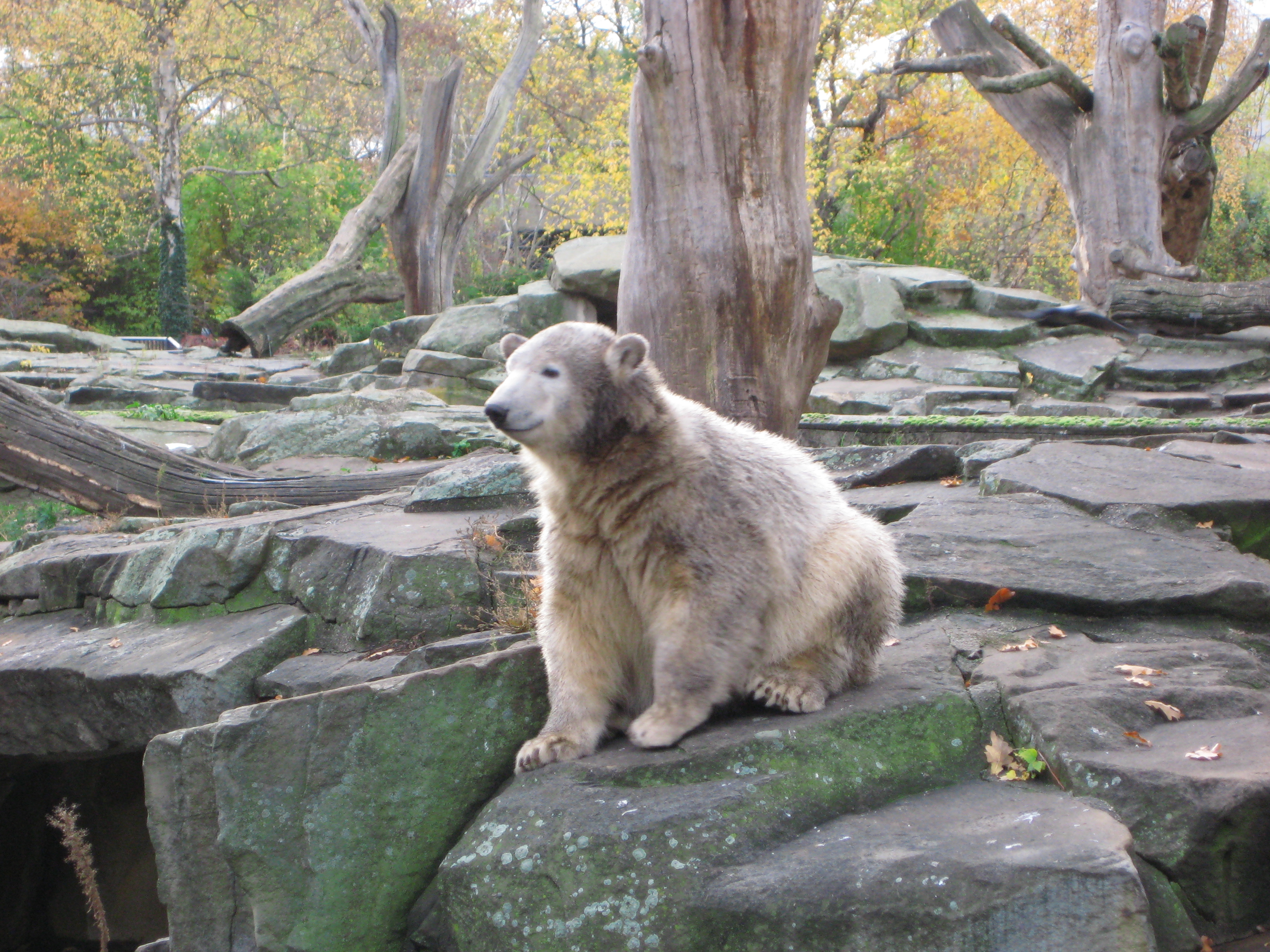
Cinco meses después de su nacimiento, el 31 de octubre de 2007, el oso pesaba ya 90 kg.

A pesar de que Der Spiegel dijera el 30 de abril de 2007 que Knut "se hacía menos lindo" cada día que pasaba, Knut siguió atrayendo a montones de visitantes durante aquel verano. Después de que cumpliera siete meses y pesara 50 kilogramos en julio de 2007, las dos exhibiciones públicas diarias de Knut fueron canceladas para asegurar la seguridad del encargado del oso. La portavoz del zoo, Regine Damm, también declaró que esto se realizaba porque Knut debía "relacionarse con osos y no con personas". Después pasó a vivir en el mismo recinto que Ernst, un oso malayo negro que nació un mes antes que Knut, y su madre, aunque posteriormente se trasladó a Knut a su propio recinto. 
Mientras el número de visitantes disminuyó hasta mínimos en marzo y abril, Knut fue la atracción principal del zoo el resto de 2007. Se registraron 400.000 visitantes en agosto de 2007, lo que fue todo un récord.
Las noticias de Knut y su vida en el zoo todavía eran conocidas internacionalmente a finales de 2007. Knut continuaba con la estricta dieta, necesaria para reducir su peso natural necesario para sobrevivir a los ásperos inviernos, que tienen lugar fuera de Alemania, más al norte. Redujeron sus comidas diarias de cuatro a tres, y algunas comidas, como los croissants, que se le daban al osezno, fueron restringidas. Después de sufrir un accidente al resbalarse cuando iba por encima de una roca mojada en septiembre, se desarrolló un sentimiento de interés y apoyo por parte de sus admiradores esparcidos por todo el mundo.

### Vida adulta
En noviembre de 2007, Knut ya pesaba más de 90 kilogramos y fue considerado demasiado peligroso para jugar con él y su interacción con los cuidadores del zoo fue disminuyendo. La celebración del primer cumpleaños de Knut, al que asistieron cientos de niños, fue retransmitida en directo por la televisión alemana. La Casa de la Moneda de Alemania también emitió una serie de 25.000 monedas conmemorativas de plata para celebrar su cumpleaños. El papel de Knut en el Zoo de Berlín puede ser considerado como un punto de inflexión para intentar conservar su especie.
Aunque todavía era considerado pequeño, un año después de su primera aparición pública Knut pesaba más de 130 kilogramos. Por esto, se instaló una placa de cristal de seis pulgadas, lo bastante fuerte para resistir el impacto de un proyectil de mortero, entre Knut y los visitantes del zoológico. Luego de meses de popularidad, los encargados del Zoo de Berlín intentaron ir disminuyendo poco a poco la popularidad del ex-osezno, hoy ya un oso adulto, debido a que no era algo saludable para Knut su "adicción al espectáculo o la fascinación que expresa por los seres humanos". Sin embargo, Knut no se resignó a perder su fama y su comportamiento se tornó bruscamente agresivo, según Markus Röbke, uno de los cuidadores del zoo berlinés, quien declaró a finales de marzo de 2008 que el mamífero se había vuelto "adicto a su propia fama". Knut expresaba su furia a través de rugidos cuando un visitante no le prestaba la atención que reclamaba, además de intentar atacar a varios cuidadores del zoo. Ante esta situación, los medios de comunicación comenzaron la búsqueda de un nuevo foco de atención mediático, encontrando a una osezna del Zoo de Núremberg llamada Flocke, bautizada por los medios como "la sucesora de Knut".
En abril del mismo año, varios defensores de animales criticaron al zoo por permitir a Knut matar y comer a diez carpas del foso que rodea su recinto, alegando que esto consistía en una violación de las leyes de protección de los animales de Alemania. El experto sobre osos del zoo, Heiner Klös, sin embargo, declaró que el comportamiento de Knut era "parte de la forma de ser de un oso polar".
El fenómeno que desató Knut en el Zoo de Berlín puede convertirse en un punto de inflexión para que otros zoológicos colaboren en conservar la especie.

### Fallecimiento
Falleció el día 19 de marzo de 2011 repentinamente debido a daños cerebrales producidos por una infección viral.
Un portavoz del Zoologischen Garten Berlín informó de que Knut apareció muerto flotando en las aguas de la gran piscina en el recinto donde vivía habitualmente, cuando se encontraba solo en el mismo.
Las tres osas polares que tenía como compañía desde el pasado otoño, su madre Tosca, así como Nancy y Katjuscha, habían sido encerradas poco antes en la osera del zoológico. La joven osa Gianna, que había sido escogida como posible pareja permanente del famoso plantígrado polar, había retornado recientemente al zoológico de Múnich (sur de Alemania), de donde procedía, al fracasar el "romance" animal.
A poco de su muerte, los estudios preliminares de la autopsia realizada por el Instituto Leibniz de Investigaciones Zoológicas indicaron que Knut habría sufrido una lesión cerebral, ya que era el único órgano que presentaba "claras alteraciones".
Las conclusiones de la autopsia, presentadas casi dos semanas más tarde, revelaron que el animal presentaba una infección viral que incubó durante algunas semanas, lo que le provocó daños en el cerebro y en la médula ósea. El oso murió ahogado a raíz del colapso cerebral, tras el cual cayó a la piscina, tal como se distingue en una filmación captada por un aficionado que fue subida al sitio web de intercambio de videos YouTube. Tras variadas especulaciones públicas, desde el Instituto Leibniz y el zoológico de Berlín aclararon que Knut no sufría una malformación congénita y que la infección no se originó a causa de un estrés excesivo.
Knut, que en diciembre de 2010 cumplió cuatro años, había sido criado desde su nacimiento y a lo largo de más de un año por su cuidador Thomas Dörflein, que falleció repentinamente en septiembre de 2008 a los 44 años.
Las imágenes de Knut jugando con Dörflein pocos meses después de su nacimiento dieron la vuelta al mundo e hicieron que el zoológico berlinés registrara un fuerte incremento de visitantes e ingresos millonarios con la comercialización de la imagen del oso polar.

## Fenómeno mediático

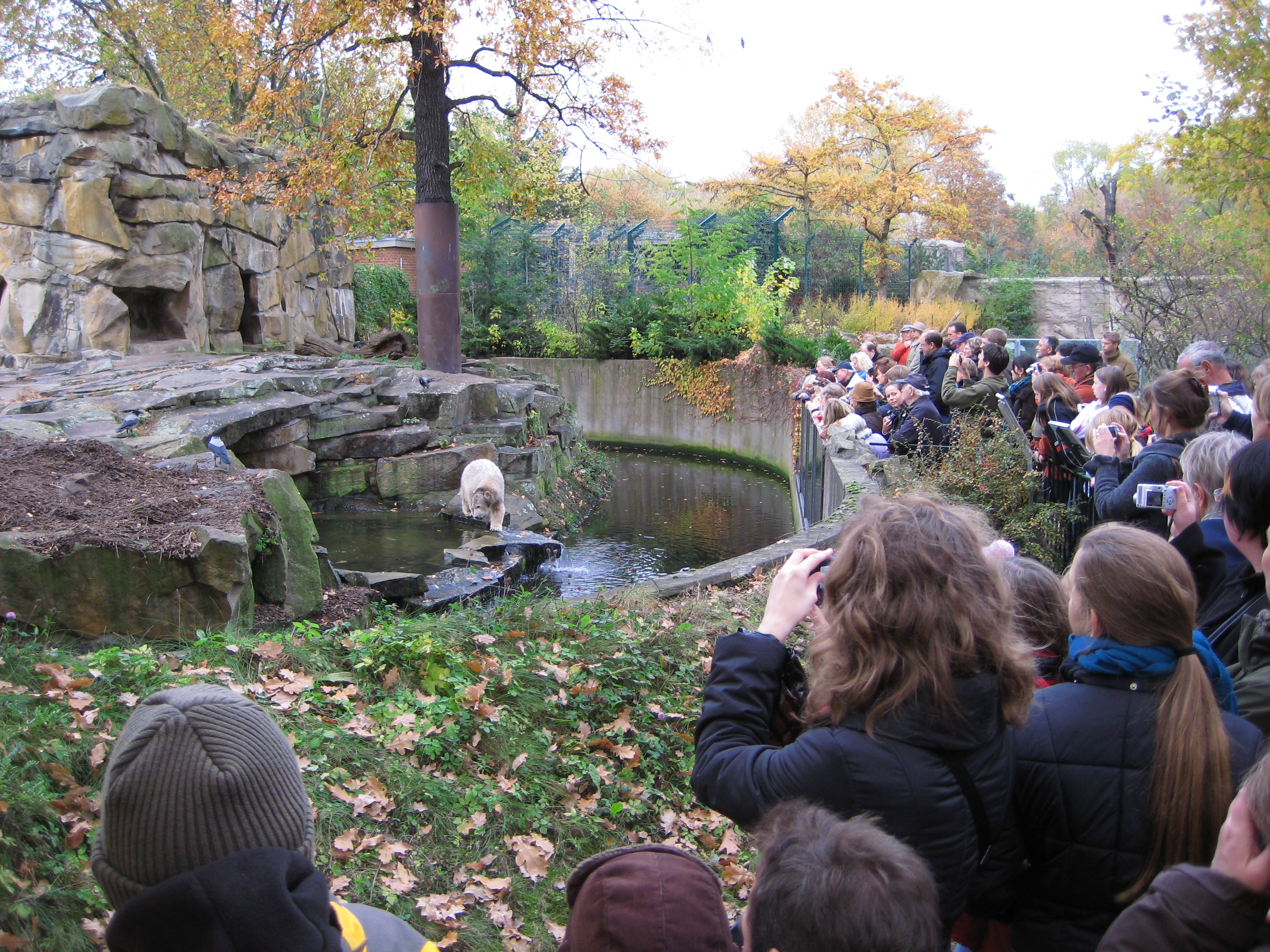
Los visitantes del zoo admiran a Knut.

### Éxito comercial
El Zoo de Berlín registró a Knut como marca registrada a finales de marzo de 2007. Tras esto sus acciones doblaron su valor en la Bolsa de Berlín; las susodichas tenían un valor de 2.000 euros, y una semana más tarde contaban con un valor de 4.820 euros. El zoo declaró que sus beneficios habían ascendido un 30%, conivirtiéndolo en el año más fructífero del zoo desde que fue fundado en 1844. Algunas fuentes atribuyen a Knut la aportación de unas ganancias para el zoo de Berlín de casi 5 millones de euros al año, principalmente por el gran número de visitantes que recibe y por la cantidad de productos que vende.
Otras empresas sacaron beneficios gracias a Knut desarrollando productos sobre el animal como politonos y muñecos de peluche. La célebre empresa de juguetes Steiff produjo varios juguetes de lujo sobre Knut en tres tamaños y modelos: "sentado", "de pie" y "durmiendo". Los 2400 primeros juguetes producidos, que se vendieron exclusivamente en el Zoo de Berlín, se agotaron en tan solo 4 días. El dinero conseguido con la venta de los juguetes de Steiff fue usado para renovar el recinto de los osos polares del zoo. La empresa de golosinas Haribo creó un chicle de oso de frambuesa roja llamado "Knut Mimoso" que comenzó a venderse en abril de 2007. Haribo prometió donar diez céntimos por cada paquete de chicles que se vendiera. Los chicles de oso se vendieron tan bien que la empresa con sede en Bonn tuvo que ampliar la producción para poder responder a toda la demanda.
Knut había sido el protagonista de varias famosas canciones en Alemania, entre las cuales sobresalieron los sencillos "Knut is Cute", y "Knut, der kleine Eisbär" de Kitty, de nueve años y de Köpenick. Un blog con noticias sobre el oso polar era mantenido por un periodista de Rundfunk Berlin-Brandenburg; está disponible en alemán, en inglés y en español. RBB fue también responsable de un programa semanal de televisión dedicado al oso polar que es emitido en toda Alemania. Knut asimismo ha sido el protagonista de varios DVD, incluyendo uno titulado "Knut - Stories from a Polar Bear's Nursery" (en español: "Knut - Historias de guardería de un oso polar"). Knut apareció el 29 de marzo de 2007 en la portada de la edición alemana de la revista Vanity Fair, que incluía un amplio reportaje sobre la vida del pequeño.

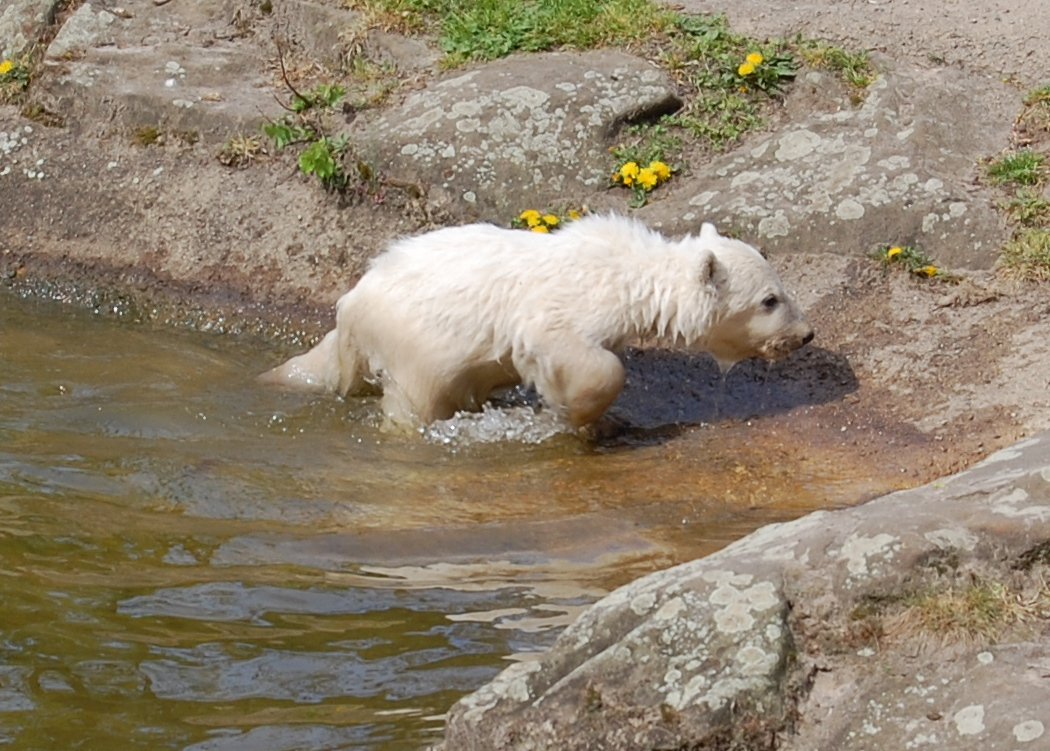
Knut saliendo del agua.

El 1 de mayo de 2007 se anunció que la neoyorquina Turtle Pond Publication y el zoo de Berlín habían firmado un contrato en el que se repartían los derechos literarios de Knut con la esperanza de despertar conciencia sobre cuestiones de calentamiento global. Escrito por Craig Hatkoff y sus hijas Juliana e Isabella, el libro de 44 páginas titulado Knut, der kleine Eisbärenjunge (en español: El Pequeño oso polar Knut) incluía la historia de la vida de Knut, así como fotografías inéditas. Aunque varios libros sobre Knut ya habían sido publicados en Alemania, éste era el primero que contaba con la autorización del zoo de Berlín.
El libro fue publicado en Alemania el 26 de julio de 2007 y la editorial estadounidense Scholastic publicó la versión inglesa, titulada Knut: How one little polar bear captivated the world, en los Estados Unidos en noviembre de ese mismo año. Los derechos del libro también han sido vendidos a editoriales de Japón, Inglaterra, México, China e Italia.
El 31 de diciembre de 2007, el director del zoo anunció la firma de un contrato con el productor de Hollywood Ash R. Shah, con películas a sus espaldas como "Supernova" y "Movida bajo el mar", para hacer una película sobre Knut. Shah declaró que obtuvo los derechos de la película gracias al pago de 3,5 millones de euros. El 2 de marzo de 2008, Knut se estrenó en la gran pantalla con la película alemana Knut und seine Freunde (en español: Knut y sus amigos), en una gala que se celebró en Berlín y a la que asistieron 1.500 personas. La película, dirigida por Michael Johnson, narra la historia sobre cómo crecen los osos. Knut apareció en la película junto a una familia de osos polares del Ártico y dos osos pardos de Bielorrusia.

### Causas medioambientales

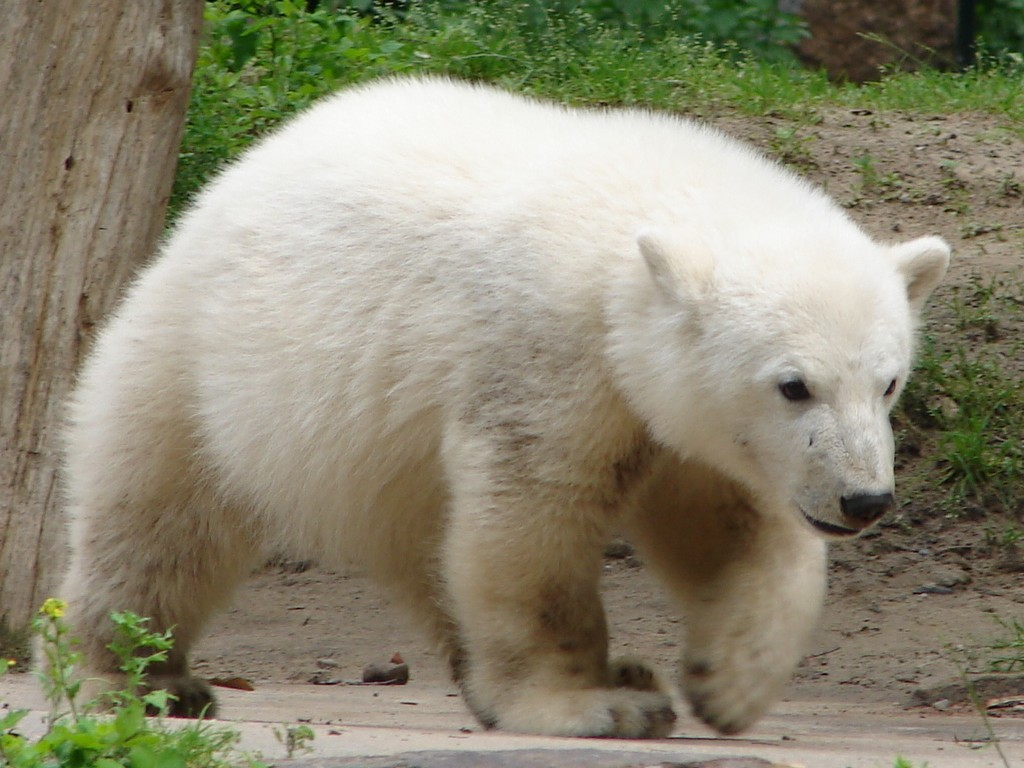
Imagen de Knut.

El doctor Gerald Uhlich, miembro de la junta directiva del Zoo de Berlín, declaró que debido a su enorme popularidad, Knut se ha convertido en un medio de comunicación y que tiene la capacidad "de llamar la atención a las personas de un modo agradable. Sin amenazas, ni reprendiendo." Por consiguiente, el ministro de Medio Ambiente alemán Sigmar Gabriel adoptó oficialmente a Knut como la mascota de la conferencia sobre las especies en vías de extinción que se llevó a cabo en Bonn en 2008.  El ministro vio a Knut poco después de su primera aparición pública en el zoo, y comentó que aunque Knut estuviera en buenas manos, "los osos polares del mundo están en peligro y si Knut puede ayudar a la causa, es una buena noticia."
La fotógrafa Annie Leibovitz tomó unas fotografías de Knut que fueron usadas para una campaña medioambiental, incluyendo la edición de mayo de 2007 de la revista Vanity Fair, en la cual aparecía Knut junto al actor estadounidense Leonardo DiCaprio. El oso polar también ha sido usado en el logo para la campaña del Ministerio del Medio Ambiente de Alemania contra el calentamiento global y ha sido retratado en un sello especial de 2008. Expedido oficialmente desde el 9 de abril de dicho año, el sello muestra a Knut con aproximadamente un año y bajo el lema "Natur weltweit bewahren" ("Preservar la naturaleza del mundo").